# 17627 Humptydumpty
17627 Humptydumpty (1996 BM3) là một tiểu hành tinh vành đai chính được phát hiện ngày 27 tháng 1 năm 1996 bởi T. Urata ở Đài thiên văn Nihondaira.